# Посёлок Металлургов
Посёлок Металлургов — посёлок в Новокузнецком районе Кемеровской области. Входит в состав Красулинского сельского поселения.

## История
Населённый пункт получил статус посёлка в 1989 году

## География
Расположен на левом берегу реки Шарап 2-й в 5 км к западу от жилых массивов Новоильинского района Новокузнецка и в 15 км к северо-северо-западу от центра города. Центральная часть населённого пункта расположена на высоте 303 метров над уровнем моря.

## Население
| 2002 | 2010  | 2021  |
| ---- | ----- | ----- |
| 3191 | ↗3317 | ↘3204 |